# Regioni dell'Irlanda per indice di sviluppo umano
     > 0.950
     0.930 – 0.950
     0.910 – 0.930
     0.900 – 0.910
     < 0.900

Regioni dell'Irlanda per indice di sviluppo umano (2017).
> 0.950
0.930 – 0.950
0.910 – 0.930
0.900 – 0.910
< 0.900

Questa è una lista delle NUTS3 dell'Irlanda per indice di sviluppo umano 2019.
| Very High Human Development | Very High Human Development | Very High Human Development | Very High Human Development |
| Posizione                   | Regione                     | 2018 HDI                    | Comparabile con             |
| --------------------------- | --------------------------- | --------------------------- | --------------------------- |
| 1                           | Contea di Dublino           | 0.963                       | Norvegia                    |
| 2                           | South-West Region           | 0.952                       | Svizzera                    |
|                             | Irlanda (media)             | 0.942                       | Germania                    |
| 3                           | West Region                 | 0.929                       | Stati Uniti                 |
| 4                           | Mid-East Region             | 0.927                       | Regno Unito                 |
| 5                           | Mid-West Region             | 0.923                       | Nuova Zelanda               |
| 6                           | South-East Region           | 0.914                       | Giappone                    |
| 7                           | Midlands Region             | 0.899                       | Slovenia                    |
| 8                           | Border Region               | 0.894                       | Malta                       |